# 塔特姆 (喬治亞州)
塔特姆（英語：Tatum）是位於美國喬治亞州戴德縣的一個鬼鎮。由於此地已於20世紀被荒廢，本地已無人居住。

## 地理
塔特姆的座標為34°50′17″N 85°30′56″W / 34.83806°N 85.51556°W，而該地的平均海拔高度為232米（即761英尺）。